# Dago (Parung Panjang)
Dago is een bestuurslaag in het regentschap Bogor van de provincie West-Java, Indonesië. Dago telt 6217 inwoners (volkstelling 2010).